# 安徽省人民政府
安徽省人民政府，是中华人民共和国安徽省的省级地方行政机关。

## 历史

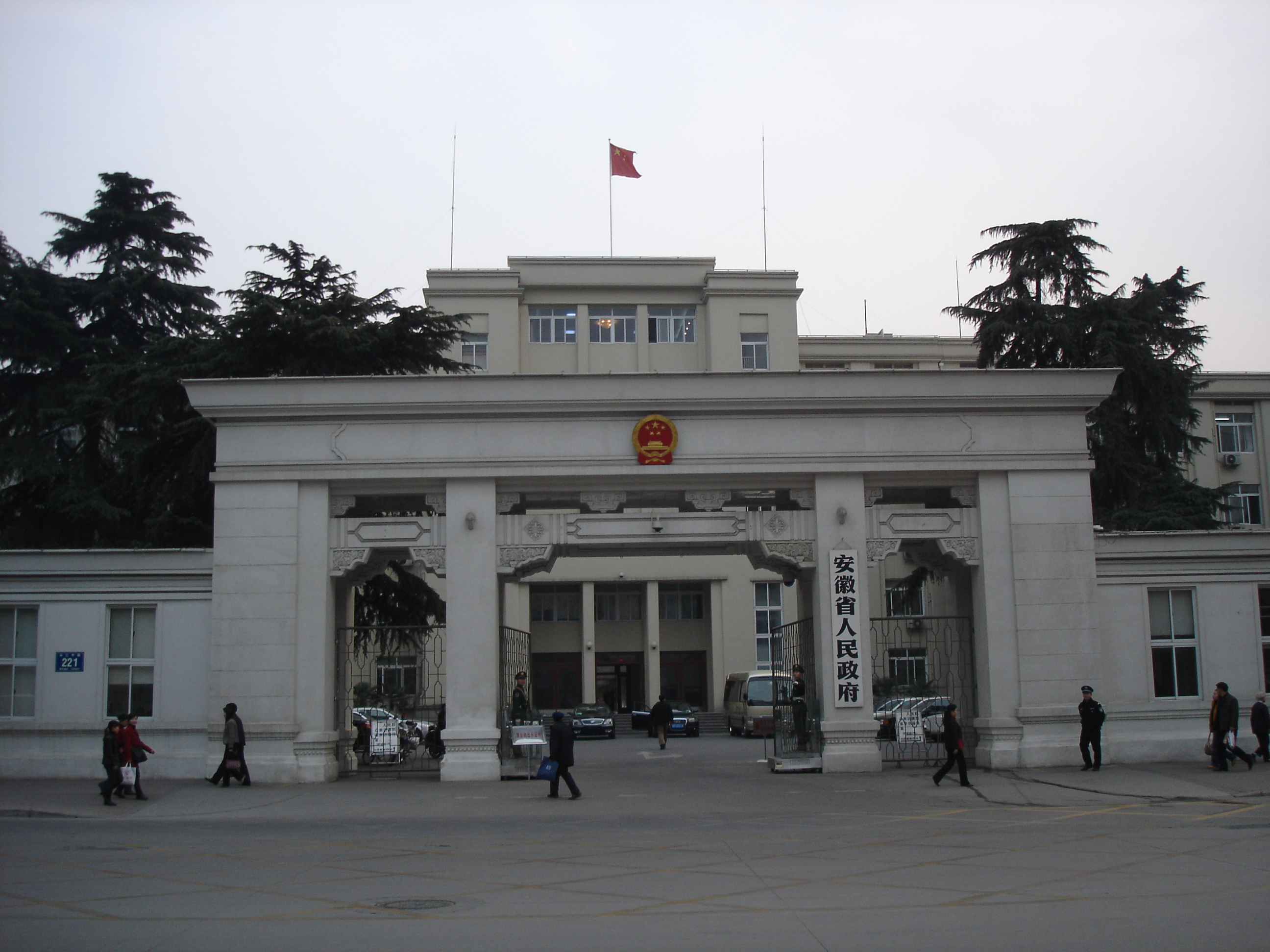
位于合肥市长江中路221号的安徽省人民政府原址。

1949年2月16日，中共中央华东局决定设立中共安徽省委、安徽省人民政府，宋任穷为省委书记、省政府主席，负责渡江战役支前工作。4月7日，经中央批准，中共安徽省委终止工作，安徽省人民政府亦中止筹建，改成立皖北、皖南行政公署。1951年12月20日，皖北、皖南人民行政公署在合肥合署办公。1952年8月7日，中央人民政府批准撤销皖北、皖南行署，成立安徽省人民政府。
1955年3月，安徽省人民政府改组为安徽省人民委员会。1968年4月成立安徽省革命委员会。1979年12月，安徽省革命委员会撤销，复设安徽省人民政府。
2016年4月1日，安徽省人民政府開始從原址合肥市长江中路221号搬遷合肥市包河區中山路1號。2016年5月1日，安徽省人民政府与中国共产党安徽省委员会在合肥市包河區中山路1號正式辦公。

## 职权
根据《中华人民共和国地方各级人民代表大会和地方各级人民政府组织法》第七十三条，县级以上的地方各级人民政府行使下列职权：
1. 执行本级人民代表大会及其常务委员会的决议，以及上级国家行政机关的决定和命令，规定行政措施，发布决定和命令；
2. 领导所属各工作部门和下级人民政府的工作；
3. 改变或者撤销所属各工作部门的不适当的命令、指示和下级人民政府的不适当的决定、命令；
4. 依照法律的规定任免、培训、考核和奖惩国家行政机关工作人员；
5. 编制和执行国民经济和社会发展规划纲要、计划和预算，管理本行政区域内的经济、教育、科学、文化、卫生、体育、城乡建设等事业和生态环境保护、自然资源、财政、民政、社会保障、公安、民族事务、司法行政、人口与计划生育等行政工作；
6. 保护社会主义的全民所有的财产和劳动群众集体所有的财产，保护公民私人所有的合法财产，维护社会秩序，保障公民的人身权利、民主权利和其他权利；
7. 履行国有资产管理职责；
8. 保护各种经济组织的合法权益；
9. 铸牢中华民族共同体意识，促进各民族广泛交往交流交融，保障少数民族的合法权利和利益，保障少数民族保持或者改革自己的风俗习惯的自由，帮助本行政区域内的民族自治地方依照宪法和法律实行区域自治，帮助各少数民族发展政治、经济和文化的建设事业；
10. 保障宪法和法律赋予妇女的男女平等、同工同酬和婚姻自由等各项权利；
11. 办理上级国家行政机关交办的其他事项。

## 机构设置
根据《安徽省机构改革方案》，共设有省政府机构43个，其中省政府办公厅和组成部门24个、直属特设机构1个、直属机构13个、部门管理机构（副厅级）5个。
安徽省人民政府设置下列机构：
- 安徽省人民政府办公厅

### 组成部门
- 安徽省发展和改革委员会
- 安徽省教育厅
- 安徽省科学技术厅
- 安徽省经济和信息化厅
- 安徽省民族事务委员会
- 安徽省公安厅
- 安徽省民政厅
- 安徽省司法厅
- 安徽省财政厅
- 安徽省人力资源和社会保障厅
- 安徽省自然资源厅
- 安徽省生态环境厅
- 安徽省住房和城乡建设厅
- 安徽省交通运输厅
- 安徽省农业农村厅
- 安徽省水利厅
- 安徽省商务厅
- 安徽省文化和旅游厅
- 安徽省卫生健康委员会
- 安徽省退役军人事务厅
- 安徽省应急管理厅
- 安徽省审计厅
- 安徽省人民政府外事办公室

（科学技术厅挂外国专家局牌子。）

### 直属特设机构
- 安徽省人民政府国有资产监督管理委员会

### 直属机构
- 安徽省市场监督管理局
- 安徽省广播电视局
- 安徽省体育局
- 安徽省统计局
- 安徽省林业局
- 安徽省医疗保障局
- 安徽省机关事务管理局
- 安徽省人民政府政策研究室
- 安徽省国防动员办公室
- 安徽省信访局
- 安徽省乡村振兴局
- 安徽省数据资源管理局

（市场监督管理局挂知识产权局牌子；林业局由自然资源厅统一领导和管理；省国防动员办公室挂省人民防空办公室牌子；省数据资源管理局挂省政务服务管理局牌子。）

### 部门管理机构
- 安徽省人民政府参事室，由省政府办公厅管理。
- 安徽省粮食和物资储备局，由省发展改革委管理。
- 安徽省能源局，由省发展改革委管理。
- 安徽省监狱管理局，由省司法厅管理。
- 安徽省药品监督管理局，由省市场监管局管理。

（能源局挂煤炭工业办公室牌子。）

### 直属事业单位
- 安徽省人民政府发展研究中心
- 中国国际贸易促进委员会安徽省分会
- 安徽省社会科学院
- 安徽省农业科学院
- 安徽省残疾人联合会
- 安徽省供销合作社联合社
- 安徽广播电视台

### 派出机构
- 合肥新站综合开发试验区管理委员会（副厅级）
- 安徽省巢湖管理局（副厅级）
- 安徽省人民政府驻北京办事处

（合肥新站综合开发试验区管委会挂合肥新站高新技术产业开发区管委会牌子。安徽省巢湖管理局为省政府派出机构，由合肥市人民政府管理。）

## 历任领导
| 安徽省人民政府省长 …… - 王太华（1999年2月－2000年1月） - 许仲林（2000年1月－2002年10月） - 王金山（2002年10月－2008年1月） - 王三运（2008年1月－2011年12月） - 李斌（2011年12月－2013年3月） - 王学军（2013年3月－2015年6月） - 李锦斌（2015年7月－2016年9月） - 李国英（2016年9月－2021年2月） - 王清宪（2021年2月至今） 安徽省人民政府常务副省长 …… - 张平（1999年8月－2003年6月） - 任海深（2003年6月－2006年10月） - 孙志刚（2006年10月－2010年12月） - 赵树丛（2010年12月－2011年4月） - 詹夏来（2011年4月－2016年2月） - 陈树隆（2016年3月－2016年11月） - 吴存荣（2016年11月－2017年3月） - 邓向阳（2017年5月－2021年9月） - 刘惠（2021年9月－2023年1月） - 费高云（2023年1月－2025年5月） 安徽省人民政府秘书长 …… - 田维谦（1998年2月－2001年5月） - 徐立全（2001年5月－2003年1月） - 张俊（2003年1月—2008年2月） - 方宁（2008年2月－2009年11月） - 梁卫国（2009年12月－2012年2月） - 韩先聪（2012年2月—2013年3月） - 邵国荷（2013年3月－2016年3月） - 杨敬农（2016年3月－2016年12月） - 侯淅珉（2017年3月－2017年11月） - 白金明（2018年3月－2020年12月） - 潘朝晖（2020年12月至今） | 安徽省人民政府副省长 …… - 唐承沛（2008年1月－2012年2月） - 倪发科（2008年1月－2013年1月） - 谢广祥（2008年1月－2018年1月） - 花建慧（2010年2月－2016年2月） - 梁卫国（2012年2月－2016年2月） - 杨振超（2013年1月－2016年7月） - 方春明（2013年1月－2018年1月） - 李建中（2015年1月－2022年5月） - 刘莉（2016年3月－2017年3月） - 周春雨（2016年9月－2017年5月） - 张曙光（2016年9月至今） - 何树山（2017年12月－2023年1月） - 王翠凤（2018年1月－2023年1月） - 杨光荣（2018年1月－2023年1月） - 周喜安（2018年1月－2023年1月） - 章曦（2020年4月－2021年9月） - 张红文（2020年9月－2024年3月） - 钱三雄（2022年5月－2024年5月） - 任清华（2023年1月至今） - 单向前（2023年1月－2024年9月） - 孙勇（2023年1月至今） - 覃卫国（2024年5月至今） - 李中（2024年5月至今） - 范付中（2025年7月至今） |